# Středověká zahrada

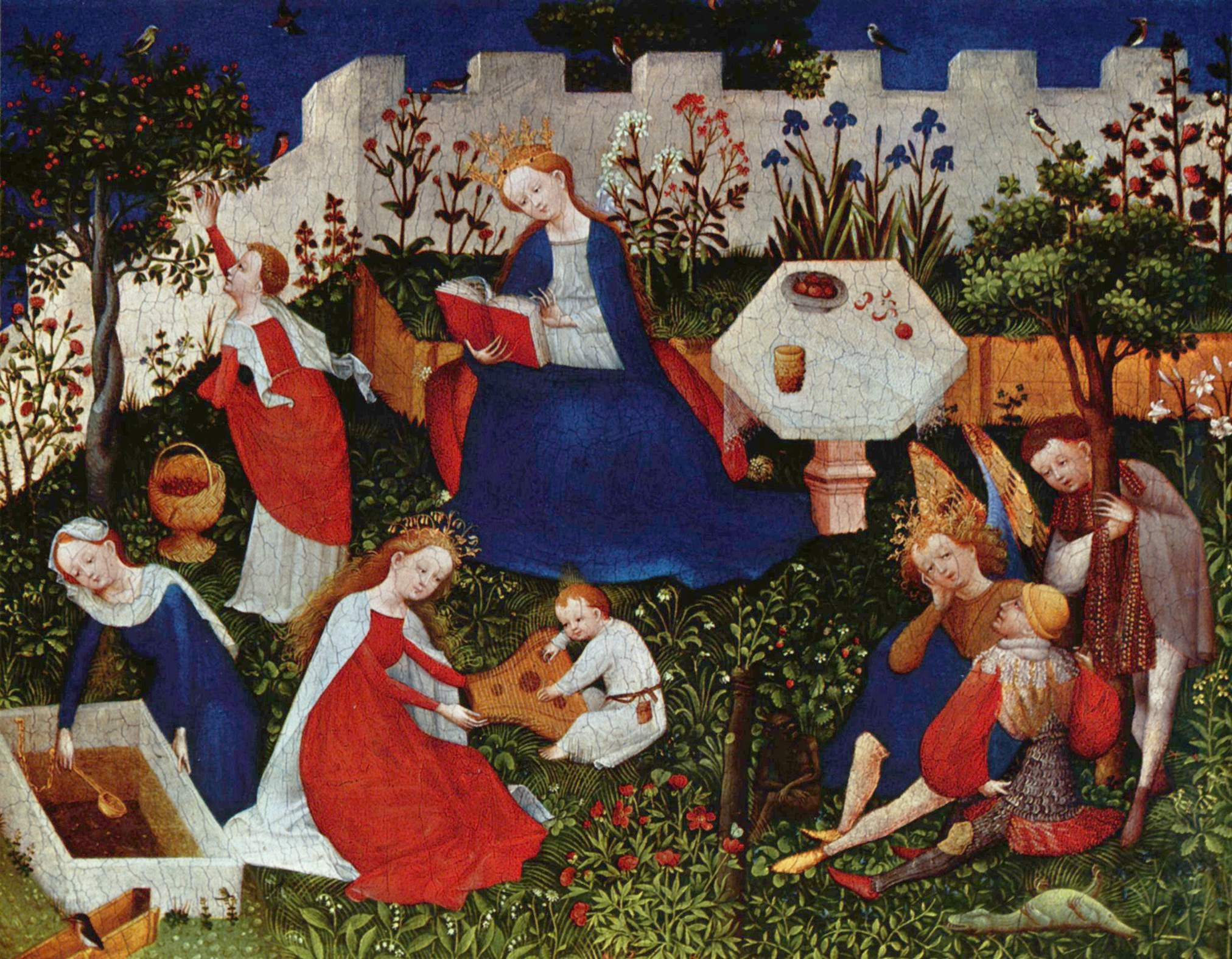
Scény z rajské zahrady :Marie v uzavřené zahradě se svatými (Das Paradiesgärtlein, Szene: Maria im beschlossenen Garten mit Heiligen)

Středověká zahrada je lidmi upravený pozemek s uměle vysázenou vegetací, zahrada ve stylu typickém pro Evropu v období přibližně od 5. století do začátku renesance v 14. století. Zahrada v tomto období a takto upravená byla určena k výukovým účelům, k reprezentaci, pěstování potravin, léčivých rostlin a volnočasovým aktivitám, nebo byla rozdělena na jednotlivé části, které byly takto zaměřeny. Středověké zahrady jsou geometrické zahrady, vyznačují se pravidelností, nebo i symetrií. Typické úpravy zahradní architektury v zahradě jsou prováděny podle zásad sadovnické tvorby. Středověká zahrada nebo takto koncipovaný park je stejně jako egyptská, římská a perská zahrada zjevně a zřetelně ohraničena budovami a zdmi. Na zdech někdy mohou být namalovány zjednodušené motivy či krajiny. Architektonická úprava středověké zahrady se postupně vyvíjela v další zahradní architektonické styly a svými prvky a mystickými podobenstvími, symbolismem v použití druhů rostlin a dekorativních prvků jimi prorůstala.

## Dobový kontext

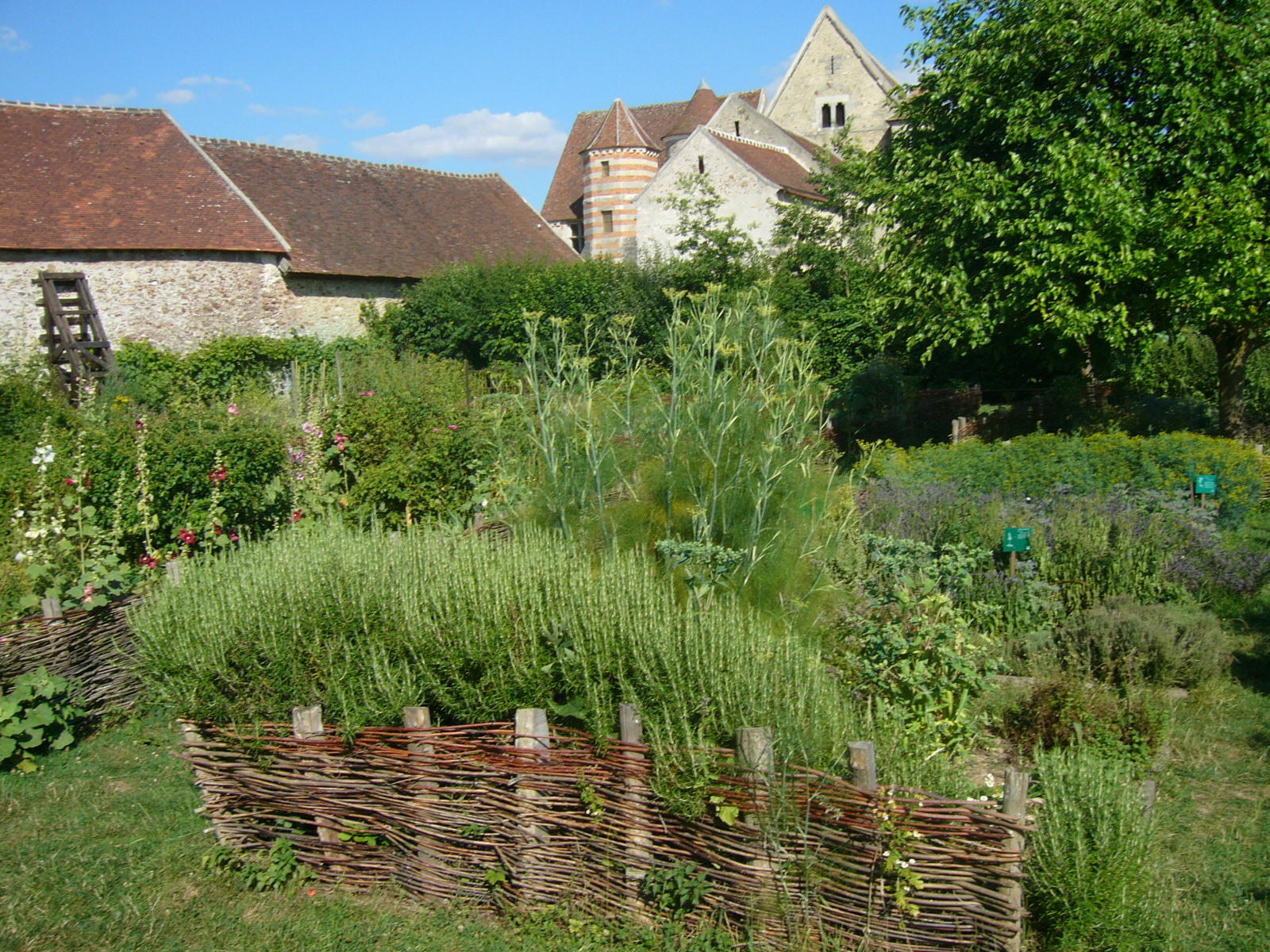
středověká zahrada v templářské tvrzi Commanderie de Coulommiers

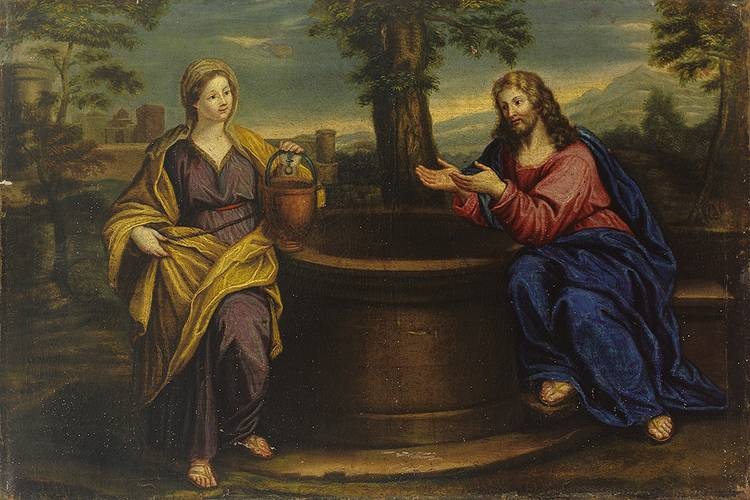
Kristus a Samaritánka u studny

Po celé období středověku, v období vývoje Evropy od počátku Byzantské říše v 5. století do začátku renesance ve 14. století, nedošlo k výrazným změnám v architektuře zahrady. Mezi evropskými národy sužovanými chorobami, vyčerpávanými loupeživými výpravami a válkami nebylo mnoho místa pro pěstování květin a okrasných dřevin. Obyvatelé se tísnili ve špinavých městech a sami sešněrovávali své touhy a přání pod vlivem masově šířené ideologie. Středověké zahrady na sever od Pyrenejí, Alp a Balkánu, byly využívány především hospodářsky, což bylo mimo jiné dáno i středověkým náboženským purismem, který považoval za hříšné vše, co bylo pouze pro potěšení.

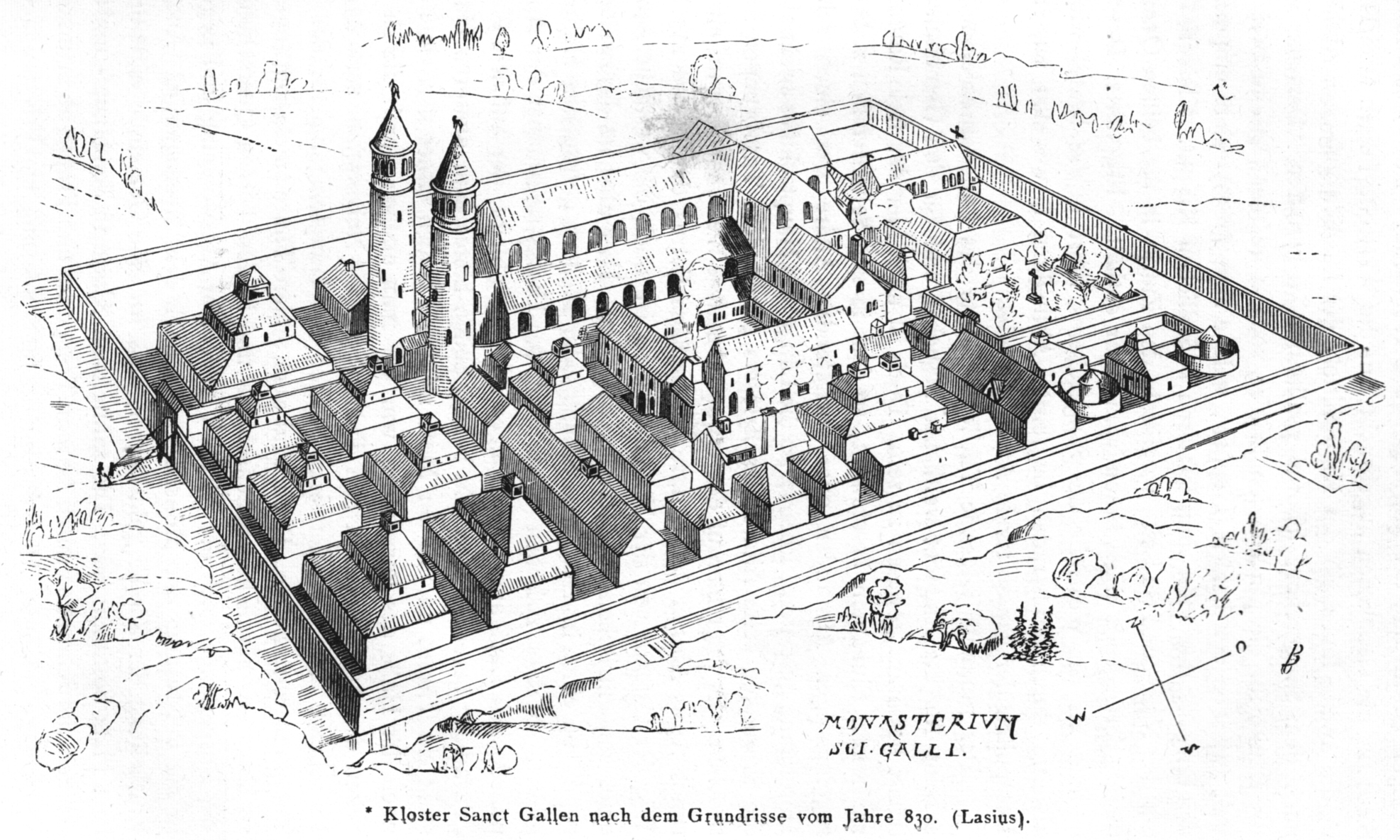
Svatohavelské opatství ve východošvýcarském St. Gallenu, založené v 7. století

Bohatost zahrady a její uspořádání bylo odlišné podle polohy. Přepychové zahrady v islámském světě se lišily od středověkých zahrad v Evropě. Evropské zahrady v těchto bezpochyby temných dobách byly v tehdejší podobě na nejvyšší úrovni jako klášterní zahrady. Na venkově i ve městě byla pěstována více zelenina a ovoce, případně spíše léčivé byliny než květiny nebo okrasné dřeviny. Uprostřed válek neměli ani obchodníci dostatek prostředků a jejich zájmem bylo spíše zabezpečit majetek a svůj obchod proti nepřátelským vojskům a lupičům. Jen výjimečně se pro okrasné zahrady našlo místo uvnitř městského opevnění. Příkladem je Nové Město pražské založené Karlem IV., které bylo na zahrady bohaté. Středověké zahrady obyvatel byly obvykle zaměřeny spíše jako užitkové (zeleninové). Středověkou zahradu tak tvořilo třeba i jen několik záhonů se zeleninou.

## Zahrada v období byzantské říše

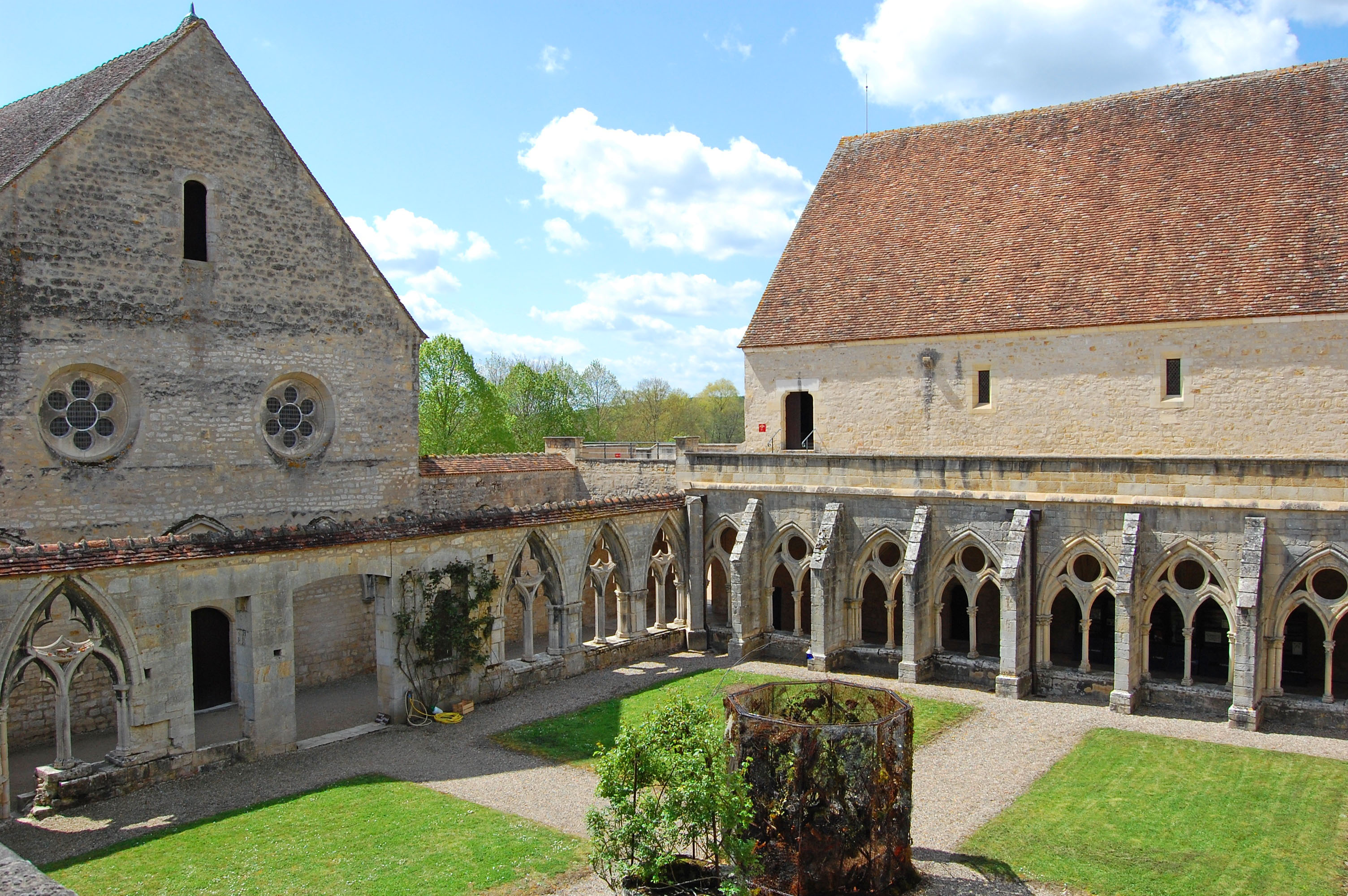
klášterní zahrada

Na římské zahrady navazují zahrady, které jsou tvořeny hluboce pod vlivem náboženství. Jako celek má v období středověku zahrada i její prvky zakódovaný ikonografický význam a stává se mystickým místem. 
Středověká zahrada v byzantské tradici je ovlivněna především vlivem křesťanství jako oficiálního náboženství říše. Nové náboženství se projevilo i odklonem od pohanských plastik řecko-římském stylu zahrady. Dalším vlivem byl větší kontakt s islámskými zeměmi na Blízkém východě, zejména v 9. století. Opulentní vybavení císařského paláce a palácové zahrady jsou dokladem tohoto vlivu. Třetím faktorem byl zásadní posun v designu byzantských měst po 7. století. Nyní města dosahovala menší velikosti a počtu obyvatel, dostávala vesnický charakter. Množství bohatých šlechticů, kteří mohli financovat a udržovat propracované zahrady pravděpodobně také klesá. Konečným faktorem byl posun směrem k tvorbě prostorově více uzavřené zahrady (Hortus conclusus), která se stala dominantním trendem v Evropě té doby. Otevřené výhledy a průhledy tolik favorizované v zahradách velkých římských vil byly nahrazeny zahradní zdí a scenérií namalovanými uvnitř těchto stěn. Pojetí nebeského ráje uzavřené zahradě získalo popularitu té doby a zejména během a po ikonoklastickém období (7. století) s důrazem na Boží trest a pokání.
Byzantská říše trvá po období větším než 1000 let (330–1453) a území vlivu zahrnuje geografické oblasti Evropy od Španělska a Británie přes Blízký východ po severní Afriku. Díky takovému časovému a geografickému rozšíření a bouřlivé historii tohoto období, neexistuje jediný dominantní styl zahrady, které mohou být označeny jako zahrady "byzantského stylu“. Romantické romány jako Hysmine a Hysminias " (12. století), včetně podrobných popisů zahrad a jejich obliba dokládá nadšení pro potěšení zahrady (locus amoenus) obyvatel Byzance. Formálnější texty, jako je zahradnická Geoponika (10. století) byly ve skutečnosti encyklopedií nahromaděné zemědělské praxe (roubování, zalévání) a pohanské tradice (astrologie, citové vztahy k rostlinám), sahající až do doby Hesiod. Jejich opakované publikace a překlady do jiných jazyků až do 16. století, jsou důkazem důležitosti přisuzované zahradnickým znalostem starověku. Tyto literárních prameny byly použity jako příručky konceptu zděných zahrady s rostlinami uspořádány podle typu. Tyto ideály nacházely využití v tvorbě příměstského parku (Philopationu Aretai) a palácové zahrady (Mesokepion, Mangana) v Konstantinopoli.

## Architektura
Základy tvorby uzavřené zahrady byly popsány v pojednání Pietro Crescenzi v Bologni, Liber ruralium commodorum, který byl často kopírován a znovu přetištěn v patnáctém a šestnáctém století. Až v patnáctém století, nejprve v Itálii, v italských zahradách (italská terasovitá zahrada) později v některých dalších evropských zahradách se začínají používat jako významný estetický prvek výhledy do okolí.
Výstava vizuálních reprezentací pozdně středověké zahrady byly instalovány v Dumbarton Oaks, Washington DC, Výstava rozlišuje mezi reprezentací zahrady jako tematické podoby a ty, které reprezentují zahrady jako předmět sám o sobě. Pozdně středověké zahrady mají symbolický či alegorický záměr, odráží více stav mysli než realitu, obsahují jinotaje a podobenství. 

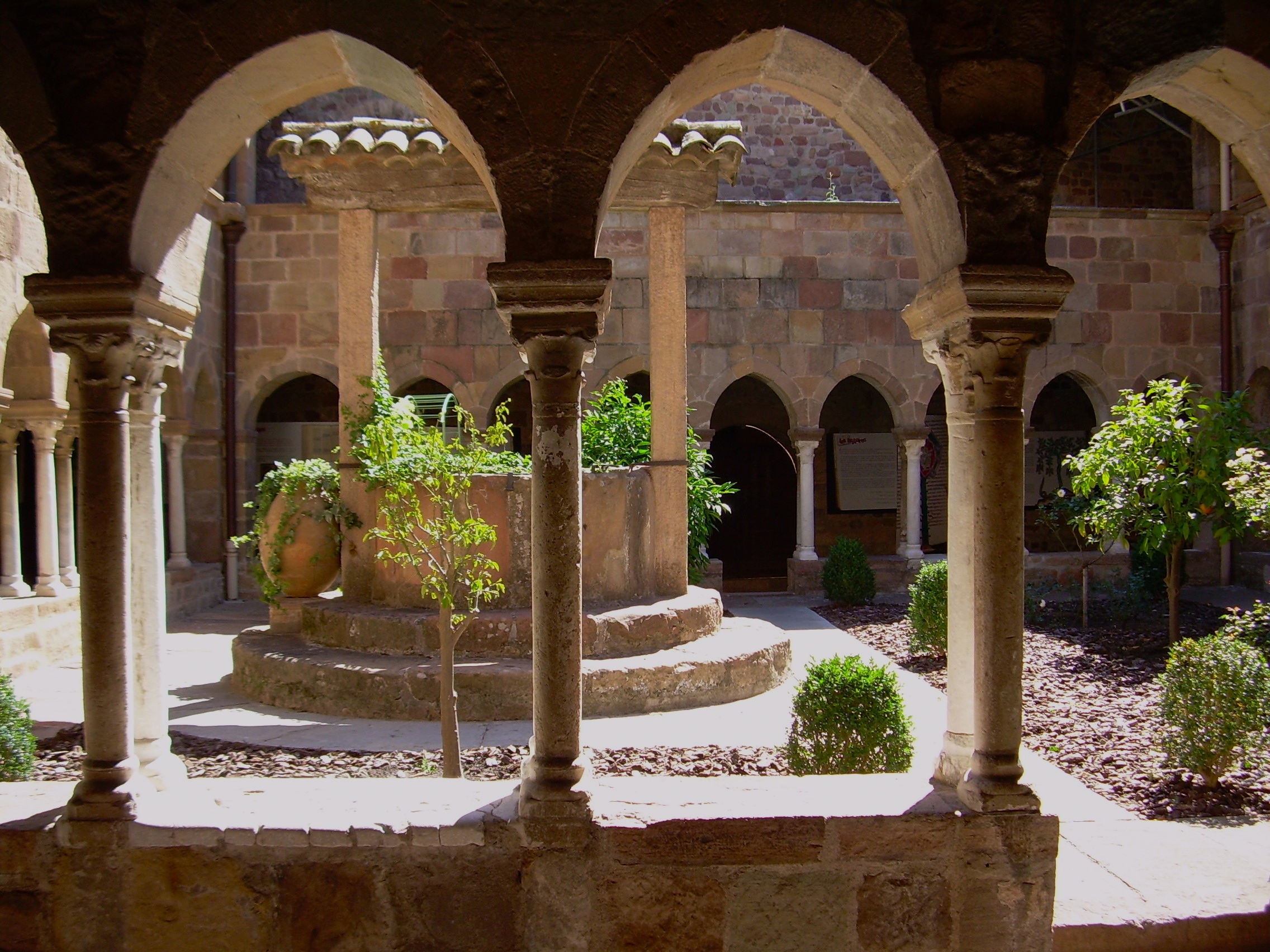
zahrada kláštera Saint-Leonce

Zahradnictví v celé dlouhé historii Byzance bylo praktikováno především v klášterech. Ačkoli archeologické zkoumání neposkytlo dostatečné důkazy klášterního zahradnictví, lze hodně informací zjistit studiem základních dokumentů (τυπικόν, typikon) z četných křesťanských klášterů a životopisů svatých, popisují se v nich zahradnické činnosti. Z těchto zdrojů vyplývá, že zahrady byly napojené na zavlažovací systémy zásobované prameny nebo dešťovou vodou. Tyto zahrady zahrnovaly vinice, zeleninu a ovocné stromy jako obživu mnichů a poutníků. Role zahradníka je často pro mnichy symbolem aktu pokory (rituál sebeponižování nebo odpírání si, tzv. sebezápor). Klášterní zahradnické postupy stanovené v této době se stále používají v křesťanských klášterech v celém Řecku a na Středním východě.

### Křesťanská mystika v středověké zahradě
Hortus Conclusus je latinský termín, znamená doslova "uzavřená zahrada". Slovo zahrada původně znamená totéž jako slovo "dvůr". Derek Clifford se na začátku série esejů na téma designu zahrad zmiňuje o Hortus Conclusus. Hortus conclusus je nejen označení zahrady, je atributem, titulem Panny Marie ve středověké a renesanční poezii a umění. Náhle se objevuje v obrazech a iluminací rukopisů kolem roku 1400, a jako námět skutečných středověkých zahrad. 
Náboženství bylo symbolickým námětem a hlavním tématem v historii architektury evropských středověkých zahrad.

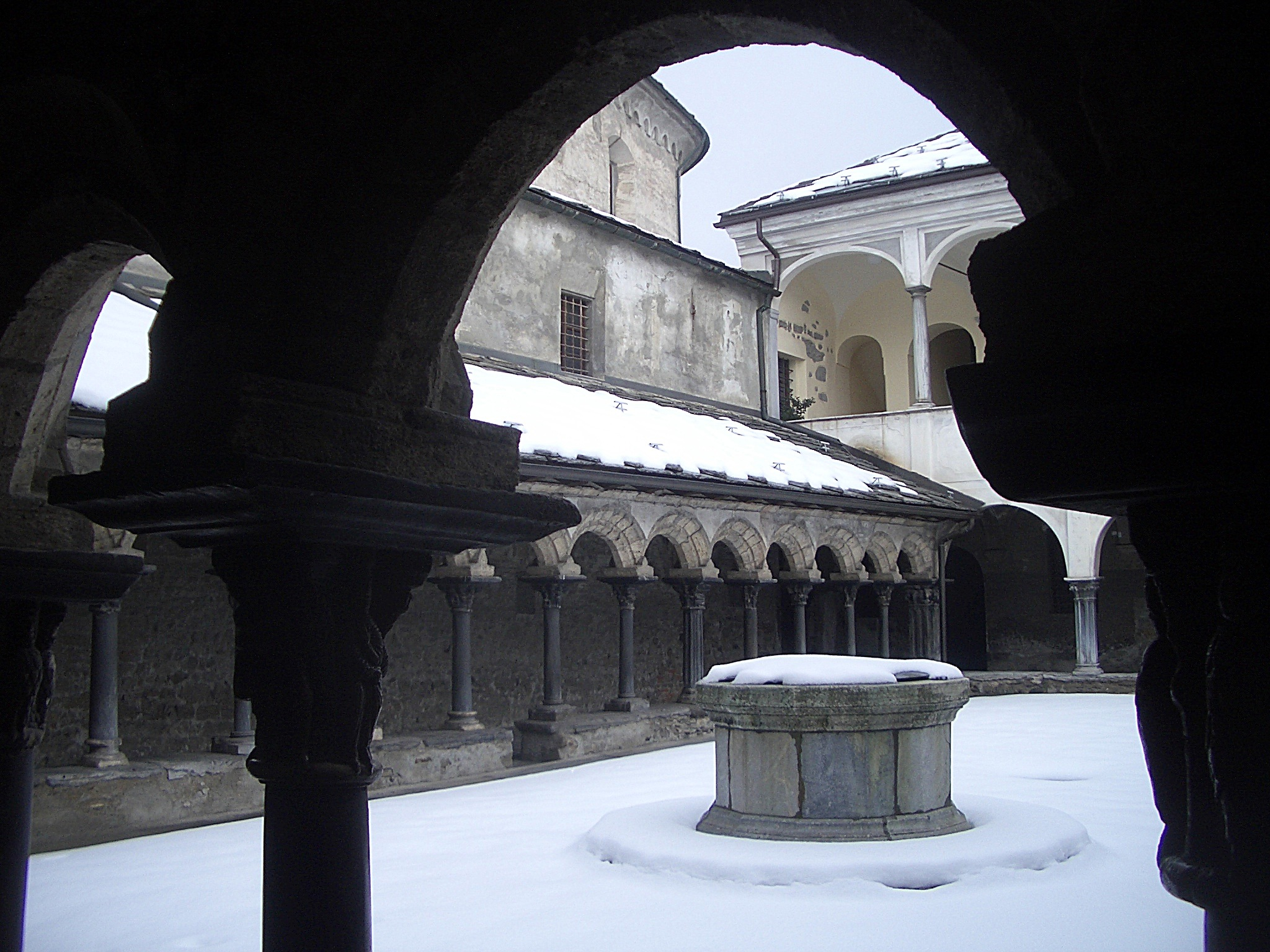
studna, typický doplněk středověké zahrady

### Hortus Conclusus
Je zobrazením Panny Marie, matky Boží podle křesťanské symboliky. Křesťanská tradice říká, že Ježíš Kristus byl zázračně počat prostřednictvím Ducha svatého, třetí osoby Nejsvětější Trojice. Proto vzniklo pro zázračnou matku – pannu, matku Ježíše označení Marie Panna. Symbol panenství Ježíšovy matky Marie v středověkém a renesančním umění byl opakovaně a dlouhodobě znázorňovaný princip. Křesťanské náboženství postavu Panny Marie ideologicky propaguje jako vzor ženství a neposkvrněnosti (v tomto smyslu dobrovolného trvale nesexuálního chování). 
Křesťanství té doby také ovšem předkládá zvláště v rámci mariánského kultu Pannu Marie jako vzor mateřství. Zobrazení neposkvrněného panenství měla symbolizovat i obezděná zahrada či dvorek . Nepřístupná zeď symbolizovala "uzavřené" lůno, pochvu do které nevnikl penis, neprotrženou hymen a tedy neposkvrněnost ženy souložením s jinou lidskou bytostí opačného pohlaví. Stejně jako zeď tak chránila zahradu před vniknutím cizince, tak neprotržená hymen chránila podle středověké víry pannu od hříchu, od vniknutí mužského penisu. Přestože obezděné zahrady byly už nejstarší egyptské zahrady, tak v období středověku se obezdění dostalo i symbolický, mystický význam. 

### Symbolika zahradních prvků

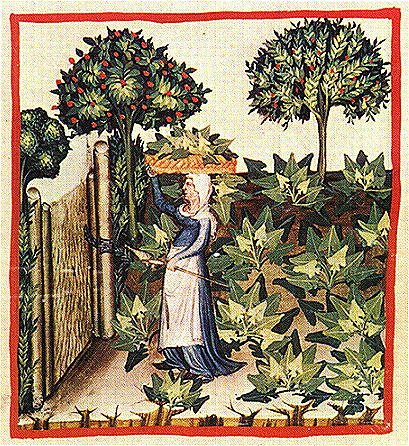
pěstování špenátu

V breviáři Grimani je možné identifikovat ikony, náboženské symboly náležící do byzantské zahrady. Ikony symbolizující Marii Pannu použité jako architektonické prvky lze najít v Bibli. Nacházejí se ve starozákonní Písni písní, která je napsána jako milostná píseň. Ta je však církevním učením interpretována jako symbolická láska mezi vírou, církví a věřícím, nebo skrývá symboliku lásky Ježíše Krista k církvi, než že by byla zobrazením panny Marie, nebo milostnou básní o muži a ženě. 
Symboly: uzavřená zahrada, vysoký cedr, studna vody živé, olivovník, kašna v zahradě, růžový keř. Ne všechny skutečné středověké byzantské zahrady se snažily zahrnout všechny tyto symboly, zejména zahrady v severní Evropě neměly vyhovující klimatické podmínky.
Historické středověké zahrady v období vrcholného středověku měly obvykle studnu nebo fontánu uprostřed, s obvyklou symbolikou pramene života, kromě svého praktického využití. Obvyklé rozčlenění prostoru čtyřmi pravoúhle se stýkajícími chodníky (symbol kříže), které prostor dělí na kvadranty je tak silným symbolem, že byl tento vzor použit i v případě cesty, které nikam nevedly. Všechny středověké zahrady byly uzavřené pro ochranu areálu, případně soukromého vlastnictví proti vniknutí, ať už proti lidským vetřelcům nebo toulavým zvířatům. Oplocení může být stejně tak z proutí nebo plotem ze dřeva, z mříží. 

### Používané rostliny a jejich symbolika

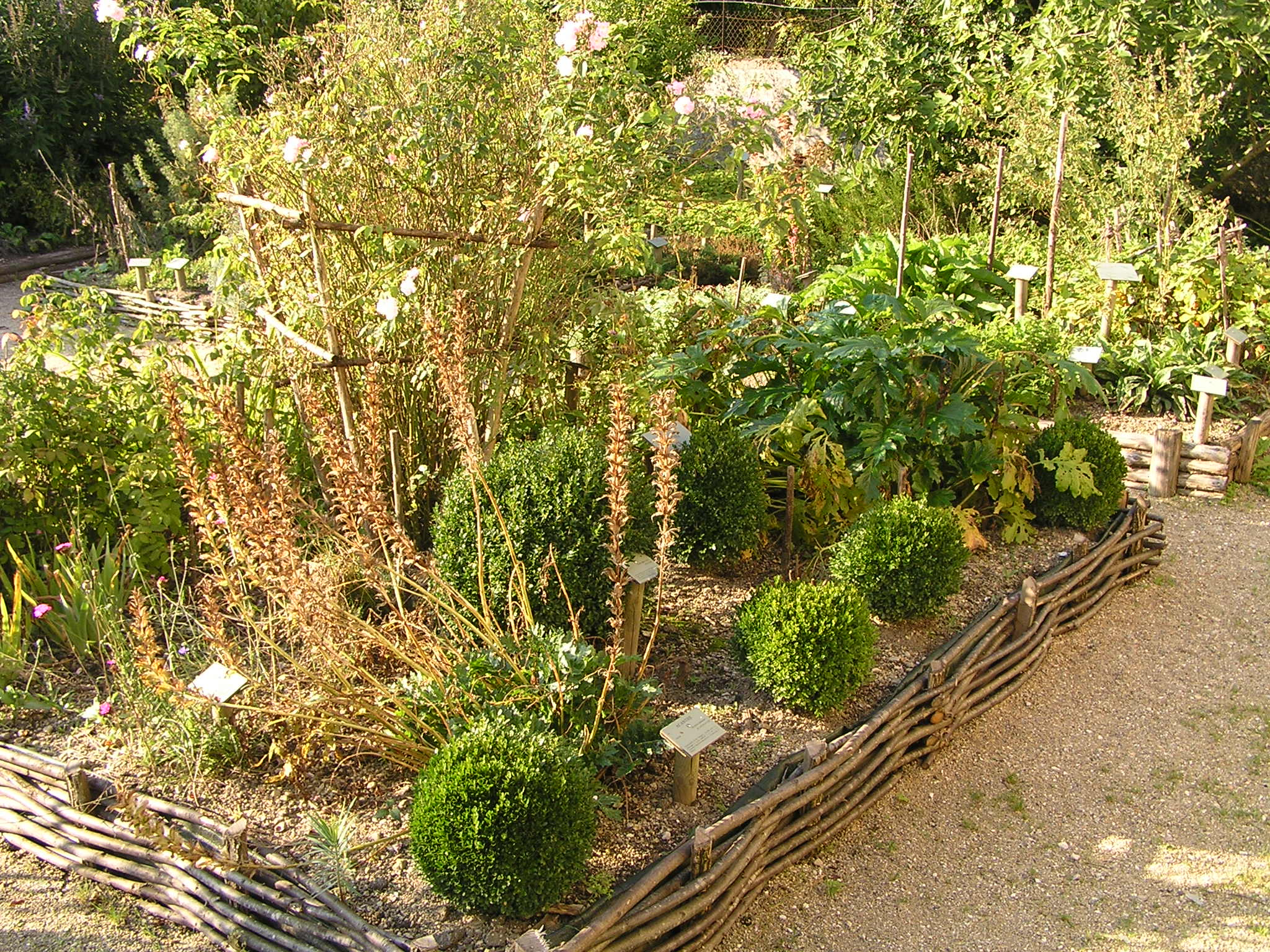
bylinková zahrada ve středověkém stylu

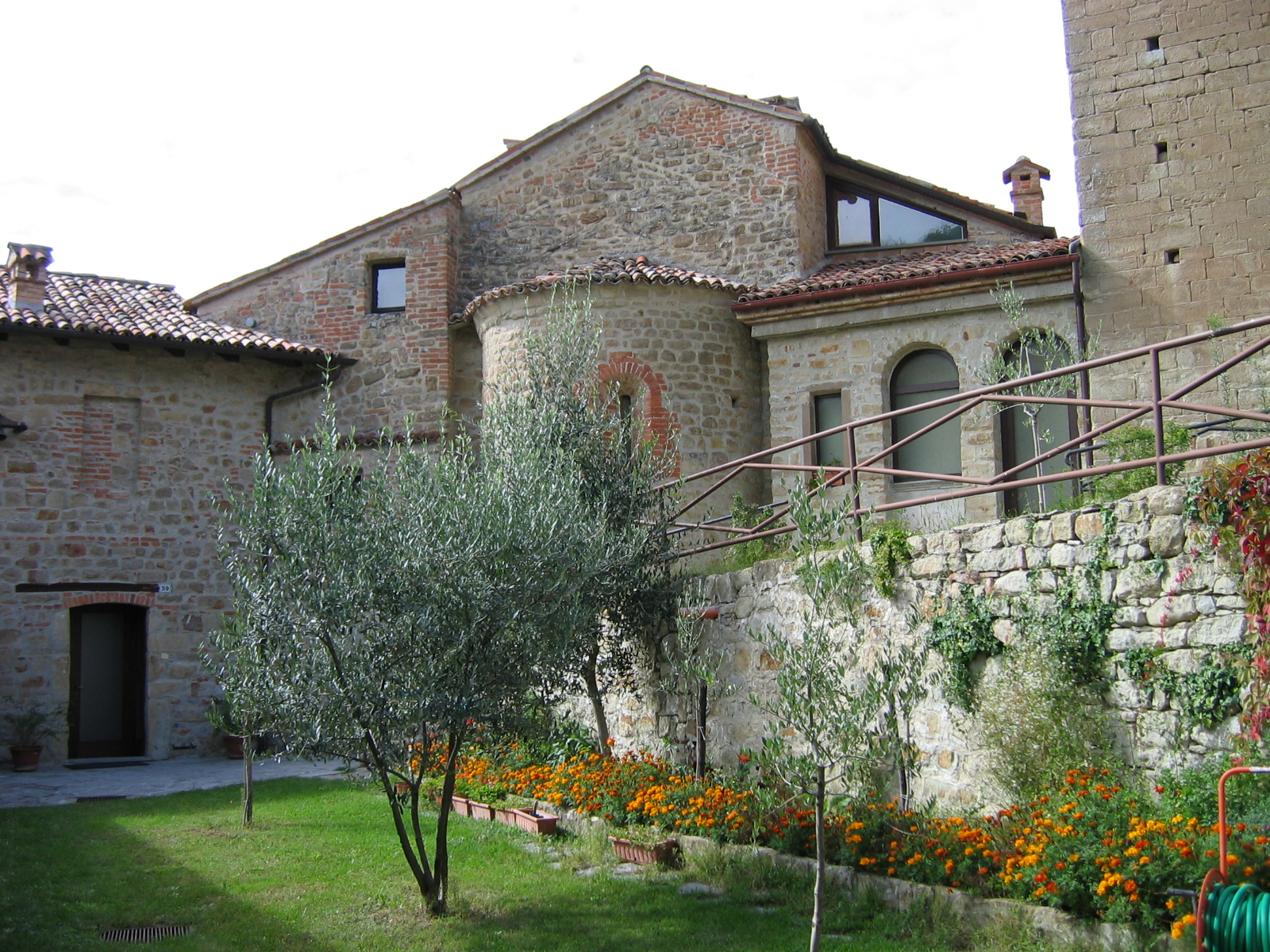
zahrada ve středověkém stylu

(podle www.stmarydehaura.org.uk)
prvosenka - klíče Panny Marie
sedmikráska - symbolizující čistotu a jednoduchost
pomněnka - 'oči Panny Marie'
náprstník - 'rukavice Panny Marie'
maceška - známý jako 'bylina trojjedinosti', pro bílé, žluté a fialové zbarvení; častá ve středověké malbách Panny Marie
kosatec - symbol panenské mystické zbožnosti, čepelovitě formované listy symbolizují bolest
kontryhel - přirovnáván k plášti Panny Marie
lilie - se objevuje na obrazech Zvěstování, na nichž anděl Gabriel přinesl Marii s radostnou novinu, že ona měla být matkou Ježíše, Spasitele světa
konvalinka - 'slzy Panny Marie'. Říkalo se, že vyrostly na místě, kde plakala
plicník - 'slzy Panny Marie'. Bílé skvrny na listech jsou její slzy a měnící se barva květiny z růžové na modrou reprezentuje modré oči zarudlé pláčem. Plicník je také znám pod názvem 'Marie a Josef'.
aksamitník - 'Mary Gold', Mariino zlato
pivoňka - úžasně bohatý středověký květ, který vystupoval v mnoha obrazech a tapiseriích
brčál - 'květina Panny', pravděpodobně pro modré, hvězdám podobné květy. Marie byla označována jako Stella Maris, Hvězda moře.
hvozdík - jsou považovány za symbol Panny Marie (slzičky Panny Marie)
primula - bylo použito k výzdobě oltáře kostela v květnu, 'měsíc Marie'
růže - symbolizuje panenství
rozmarýn - světle modré květy si vybraly svou barvu od závoje Marie Panny
sněženka - 'zvonky Panny Marie'. Kvetou na Hromnice (svátek Prezentace Krista v chrámu, také známý jako Očišťování Panny Marie).
fialka - 'skromnost Panny Marie'. Sladká vůně a srdcovité listy odkazují na stálost Marie, její skromnost a nevinnost
divoké jahody - označené jako ovoce Panny Marie a požehnaných duší v nebi. Jsou zobrazeny rostoucí v trávě pod nohama Marie

## Klášterní zahrada
Typickou podobu středověkých zahrad má klášterní zahrada. Vzhled klášterní zahrady byl ovlivněn původními římskými zahradami. Pravidelně tvarované, obdélníkové nebo čtvercové zahrady byly založeny uprostřed komplexu obdélníkových či čtvercových budov.
Dvůr (zahrada) uprostřed budov obsahoval tzv. viridarium (také rajský dvůr), obdélnou plochu trávy často obklopenou sloupořadím nebo arkádami. Sloužil především jako útočiště, místo 'vita contempliva'. Viridarium bylo čtvrceno cestou (pravoúhle) a často v jejím středu stojí kašna (viz symbolika), která slouží jako hlavní zdroj vody pro mytí a zavlažování. Některé klášterní zahrady obsahují malé rybníky i jiný zdroj potravy pro komunitu. Arkády kolem dvora byly použity pro výuku, posezení a meditaci, nebo pro cvičení v nepříznivém počasí. Rajský dvůr, viridarium, je obdobou římského peristylu.
Umberto Eco popisuje zelený pás jako druh balzámu, na kterém mnich může dát odpočinout unaveným očím, než se vrátí na čtení s novým elánem. Někteří učenci se domnívají, že ačkoliv byly zahrady v tomto období jen řídce osázeny, rostlinný materiál nacházející se v klášteře Garth mohl inspirovat více různých náboženských představ. Dvůr kláštera, zahrada, měly reprezentovat čtyři body kompasu a také vesmír jako celek, tvrdí Turner. 
Jinde prostor nazývaný i rajská zahrada, rajský dvůr, mohl být určený i k pěstování květin pro oltářní výzdobu, nebo i zeleninou a léčivkami. Uprostřed dvora, osázeného často užitkovými rostlinami a květinami bývala kašna. Vliv na výsadbu a výzdobu měl podle všeho především dostatek prostoru.
Nejčastěji pěstovanými květinami byly fialy, růže a lilie. Botanická nebo také lékárnická zahrada byla určena k pěstování bylin a pro léčebné účely a koření pro kuchyni a přípravě vín a likérů. Časté byly například heřmánek, anýz, levandule, kozlík lékařský, hořec, majoránka, ale v teplejších krajích byla pěstována i afrodisiaka a omamné látky, jako například klanopraška, empetrum a podobné. Zelinářské zahrady lemovaly ovocné stromy. Architektura klášterních zahrad se zásadně nezměnila celá staletí a proto není ani výhradně středověkou zahradou. Jednoduché uspořádání záhonů a linie alejí jsou obdobou architektury nejstarších známých zahrad (egyptská zahrada). Známá je zahrada v klášteře St. Gallen, která na unikátním historickém plánu z první čtvrtiny 9. století ukazuje typické části středověké klášterní zahrady: zahradu rajskou, zelinářskou, lékárnickou a hřbitov užívaný jako štěpnice (matečnice ušlechtilých odrůd). Na venkově přes intenzivní vliv náboženství byly vysazovány a uctívány okrasné dřeviny, jako například lípy a javory, jako uctívané v pohanství jako ochrana obydlí před blesky a živelními pohromami.

## Středověké zahrady v ČR

### Františkánská zahrada

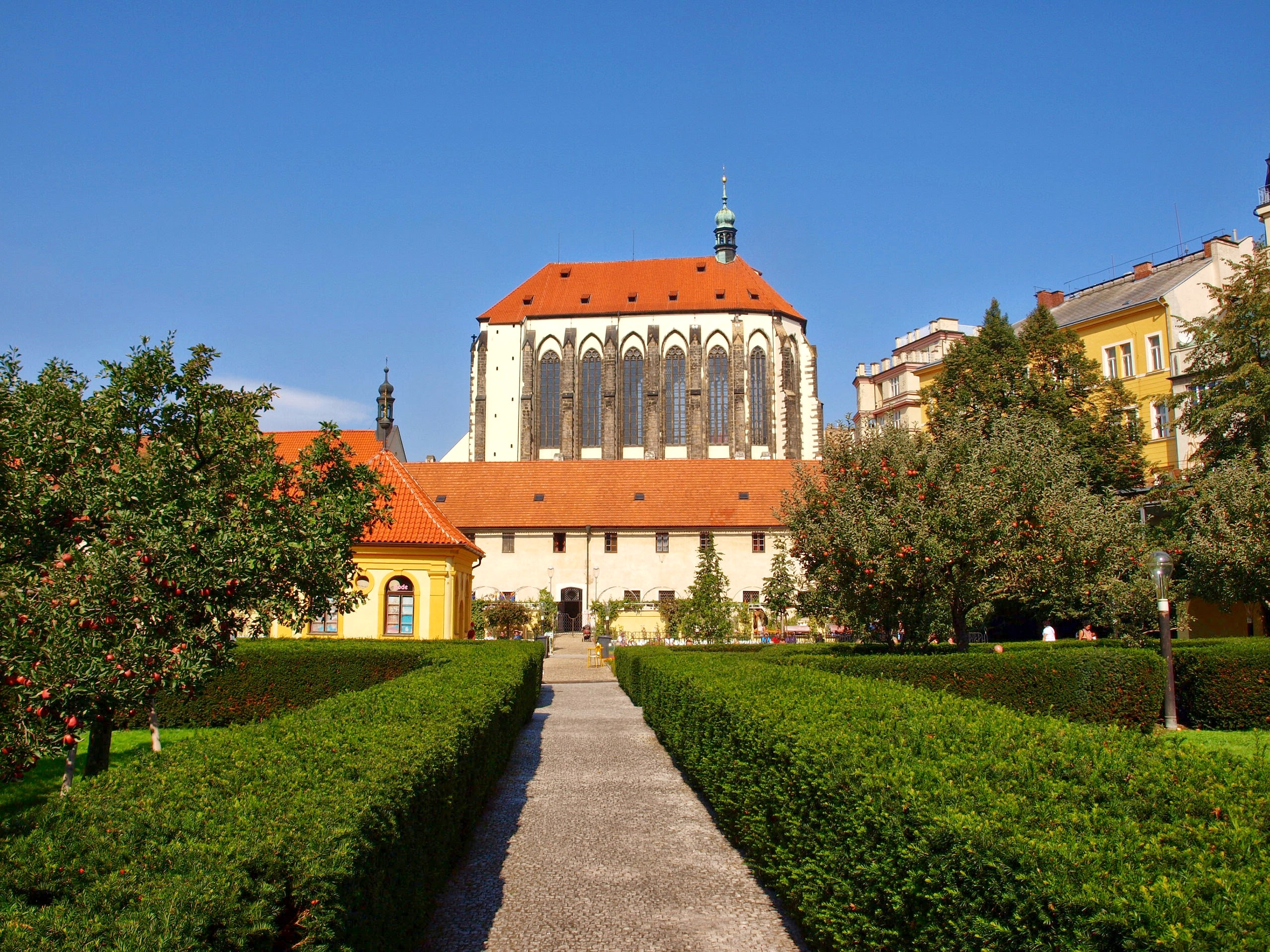
Františkánská zahrada na Novém Městě pražském, v pozadí kostel Panny Marie Sněžné

Františkánská zahrada u kostela Panny Marie Sněžné mezi Václavským a Jungmannovým náměstím vznikla původně jako mnohem větší středověká zahrada kláštera karmelitánů po roce 1348 na počátku výstavby Nového Města. Od roku 1604 patřila řádu bosých františkánů. Zahrada byla založena a udržována jako užitková zahrada. Sloužila k pěstování bylin, květin a zeleniny. Pavilon v jejím středu vyzdobil mnich Benedikt freskami. U severní zdi byla vyhloubena studna.
V letech 1989 - 92 se uskutečnila rekonstrukce podle návrhu architekta Otakara Kuči a s pomocí architektky Ivany Tiché. Výtvarnou výzdobu provedli akademičtí sochaři Stanislav Hanzík (prameník Chlapec s mušlí a plastika Ezop) a Josef Klimeš (prameník Divoženky, též Poletuchy). Vstup od Václavského náměstí z pasáže Alfa byl opatřen branou s 16 plastickými výjevy ze života sv. Františka od akademického sochaře Karla Císařovského. Současný vzhled zahrady je obdobou její barokní úpravy.

## Zahrada hradu Svojanov
Zahrada hradu Svojanov byla nově zrekonstruovaná podle původního členění na část užitkovou, část bylinkářskou se záhony léčivých bylin a růžovou zahradu s keři růží.

## Zajímavosti

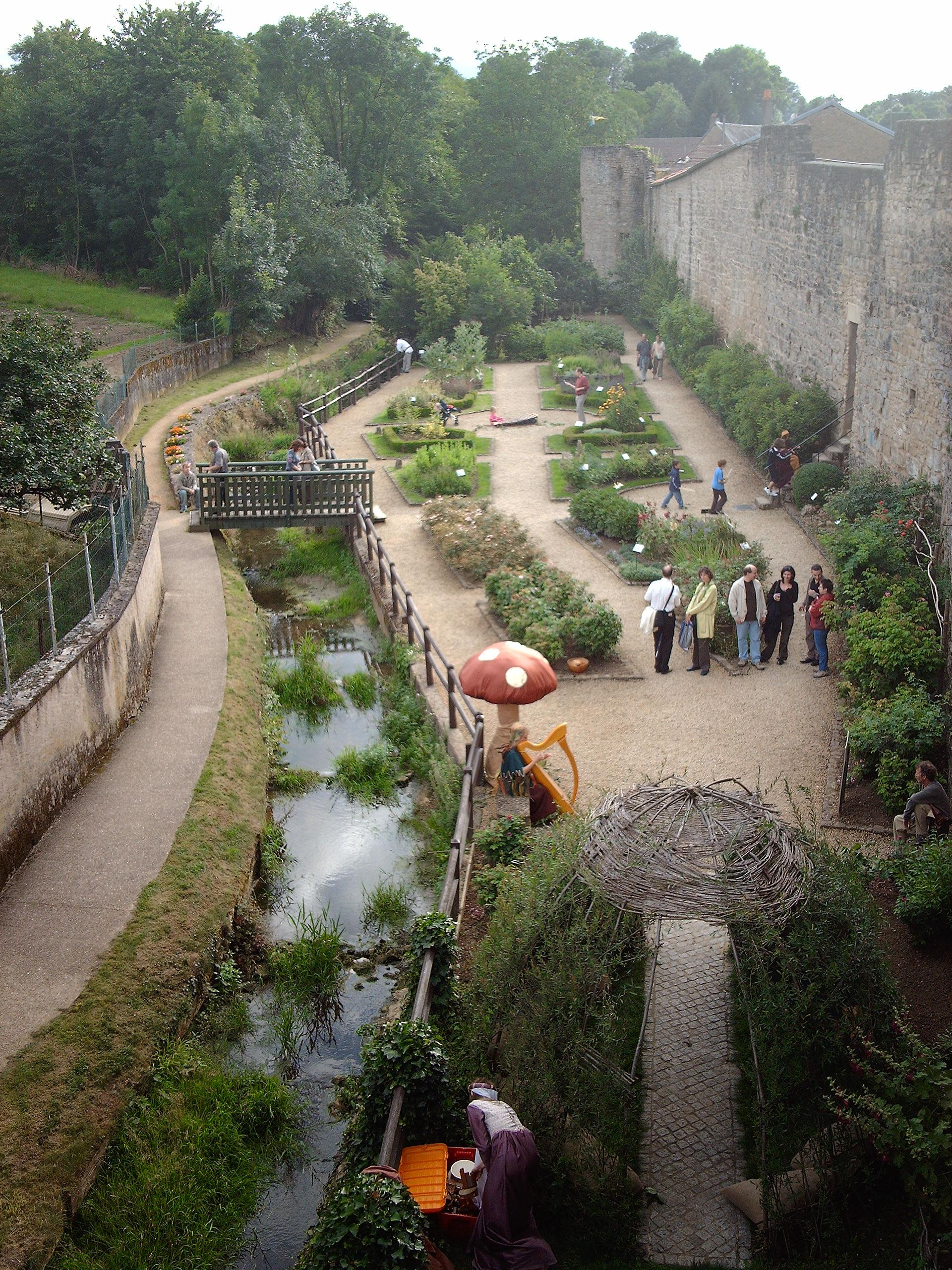
zahrada upravená podle středověkého stylu

- Poblíž Whittingtonského zámku, o kterém se předpokládalo, že pochází z 16. nebo 17. století objevil archeolog Peter King zahradu se zavlažovacím systémem. Pomocí magnetometrie, zkoumání půdy radarem objevil stopy pravidelných chodníků a došel k přesvědčení, že jím objevená zahrada pochází z let 1300–1349 a je nejstarším příkladem zahrady, který lze v Británii najít. Tvrdí, že tento nález velmi zásadně také mění tradiční pohled na středověké zahrady, jako velmi malé prostory. Dosavadní poznání středověké zahrady podle autora textu pro časopis National Geografic[16] pochází pouze z informací získaných z obrazů a rukopisů. Autor článku uvádí, že zahrady extrémně bohatých rodin mohly být i velmi rozsáhlé krajinné projekty imitující představu ráje, sloužící jako prezentace úspěchu, znak nobility. V nepravidelně členěné zahradě hradu (tehdy, v 13. století ještě pevnosti) obklopené vodními plochami, na vrcholu kopce v zahradě stál zahradní altán, gloriet. Z pahorku byl oproti ostatním středověkým uzavřeným a pravidelným zahradám výhled do okolí.

- Zajímavostí je v klášterních zahradách časté pěstování jedovatého druhu jalovce chvojka klášterská (Juniperus sabina), který byl v historii pravidelně a hojně používán k vyvolání potratu. Což je s ohledem na silný odpor křesťanské církve k antikoncepci a potratům často se škodolibostí připomínáno. Použití jalovce chvojka klášterská členkami ženských řádů, nebo asistenci členů řádů při vědomé aplikaci rostliny jako abortiva však není nikde popsáno a věrohodně doloženo takže je nelze uvést jako fakt.